# Metapone nicobarensis
Metapone nicobarensis är en myrart som beskrevs av Tiwari och Jonathan 1986. Metapone nicobarensis ingår i släktet Metapone och familjen myror. Inga underarter finns listade i Catalogue of Life.